# Get Out
Get Out är en amerikansk skräckfilm från 2017, skriven och regisserad av Jordan Peele. I filmen medverkar bl.a. Daniel Kaluuya, Allison Williams, Bradley Whitford, Caleb Landry Jones, Stephen Root, Lakeith Stanfield och Catherine Keener.
Filmen hade världspremiär på Sundance Film Festival den 23 januari 2017 och biopremiär i USA den 24 februari 2017 och i Sverige den 19 april 2017.
Vid Oscarsgalan 2018 nominerades filmen till fyra Oscars och belönades med en för Bästa originalmanus. Filmen var även nominerad för Bästa film, Bästa regi till Peele och för Bästa manliga huvudroll till Kaluuya. Vid Golden Globe-galan 2018 nominerades filmen till två Golden Globes för Bästa film (musikal eller komedi) och Bästa manliga huvudroll (musikal eller komedi) till Kaluuya.

## Handling
Det är dags för den unga afroamerikanen Chris Washington att hälsa på sin vita flickväns föräldrar vid deras gård på landsbygden över helgen. Väl där anar han omedelbart oråd och börjar snart misstänka att ett mörkt och olyckligt öde väntar honom.

## Rollista
- Daniel Kaluuya – Chris Washington
- Allison Williams – Rose Armitage
- Catherine Keener – Missy Armitage
- Bradley Whitford – Dean Armitage
- Caleb Landry Jones – Jeremy Armitage
- Stephen Root – Jim Hudson
- Lakeith Stanfield – Logan King
- Lil Rel Howery – Rod Williams
- Erika Alexander – Detective Latoya
- Marcus Henderson – Walter
- Betty Gabriel – Georgina
- Richard Herd – Roman Armitage

## Mottagande
Get Out möttes av positiva recensioner av kritiker och hyllades för regin och manuset av Peele och för skådespeleriet av Kaluuya. På Rotten Tomatoes har filmen ett medelbetyg på 99%, baserad på 301 recensioner, och ett genomsnittsbetyg på 8,3 av 10. På Metacritic har filmen genomsnittsbetyget 84 av 100, baserad på 48 recensioner.

## Utmärkelser
| Priser och nomineringar             | Priser och nomineringar                        | Priser och nomineringar                                          | Priser och nomineringar |
| Utmärkelse                          | Kategori                                       | Mottagare                                                        | Resultat                |
| ----------------------------------- | ---------------------------------------------- | ---------------------------------------------------------------- | ----------------------- |
| Oscar (90:e)                        | Bästa originalmanus                            | Jordan Peele                                                     | Vann                    |
| Oscar (90:e)                        | Bästa film                                     | Sean McKittrick, Jason Blum, Edward H. Hamm Jr. och Jordan Peele | Nominerad               |
| Oscar (90:e)                        | Bästa regi                                     | Jordan Peele                                                     | Nominerad               |
| Oscar (90:e)                        | Bästa manliga huvudroll                        | Daniel Kaluuya                                                   | Nominerad               |
| Golden Globe Awards (75:e)          | Bästa film (musikal eller komedi)              | Get Out                                                          | Nominerad               |
| Golden Globe Awards (75:e)          | Bästa manliga huvudroll (musikal eller komedi) | Daniel Kaluuya                                                   | Nominerad               |
| BAFTA Awards (71:a)                 | Bästa manliga huvudroll                        | Daniel Kaluuya                                                   | Nominerad               |
| BAFTA Awards (71:a)                 | Bästa originalmanus                            | Jordan Peele                                                     | Nominerad               |
| Screen Actors Guild Awards (24:e)   | Bästa manliga huvudroll                        | Daniel Kaluuya                                                   | Nominerad               |
| Screen Actors Guild Awards (24:e)   | Bästa rollbesättning i en film                 | Get Out                                                          | Nominerad               |
| Critics' Choice Movie Awards (23:e) | Bästa originalmanus                            | Jordan Peele                                                     | Vann                    |
| Critics' Choice Movie Awards (23:e) | Bästa science fiction-/skräckfilm              | Get Out                                                          | Vann                    |
| Critics' Choice Movie Awards (23:e) | Bästa film                                     | Get Out                                                          | Nominerad               |
| Critics' Choice Movie Awards (23:e) | Bästa regissör                                 | Jordan Peele                                                     | Nominerad               |
| Critics' Choice Movie Awards (23:e) | Bästa manliga skådespelare                     | Daniel Kaluuya                                                   | Nominerad               |
| Satellite Awards (22:a)             | Bästa regissör                                 | Jordan Peele                                                     | Vann                    |
| Satellite Awards (22:a)             | Bästa film                                     | Get Out                                                          | Nominerad               |
| Satellite Awards (22:a)             | Bästa originalmanus                            | Jordan Peele                                                     | Nominerad               |
| Satellite Awards (22:a)             | Bästa scenografi och produktionsdesign         | Get Out                                                          | Nominerad               |